# 饰拟捻螺
饰拟捻螺（学名：Acteocina decorata），又名饰球舌螺（学名：Didontoglossa decoratoides），为拟捻螺科拟捻螺属的动物。
舊屬後鰓目三叉螺科球舌螺属，今屬頭楯目棗螺總科米螺科米螺屬。

## 分佈
分布于日本以及中国大陆的東中國海及海南等地。
属于暖水性种类。其主要栖息于潮间带低潮线-潮下带水深数十米的浅水区细砂、珊瑚礁底及泥砂质底。